# 史蒂文·巴尔布斯
史蒂文·安德鲁·巴尔布斯，FRS（英語：Steven Andrew Balbus，1953年11月23日—），出生于美国，天体物理学家，牛津大学萨维尔天文学教授，牛津大学新学院教授研究员。2013年，他与约翰·F·霍利共同获得了邵逸夫天文学奖。